# 明星大學
明星大學（日语：／、英語: Meisei University）是日本東京都的一所大學，主校區位於日野市，在青梅市有分校。1964年建立。

## 概要
1923年（大正12年）成蹊学園的事務局長兒玉九十創立了明星實務學校。1964年（昭和39年）明星大學開學。
其日野校理工學部、人文學部、經濟學部、教育學部、經營學部、情報學部、青梅校造形藝術學部共計七個學部11學科（學生数は約8,000人），後來又設置了通信教育課程。
根據週刊東洋經濟2012年10月22日号，該大學排全日本国37位、私立大學中排14位、圖書館學生平均資産擁有量居全国第2位。
其畢業生有許多都是公立學校教員。其舊圖書館中有亞伯拉罕·林肯的著書及手稿， 此外還有莎士比亞1623年發行的《莎士比亞戲曲全集》初版。

## 沿革
- 1923年，明星實務學校創立
- 1964年，已有理工學部5學科的明星大學開學，第一代校長兒玉九十就任
- 1965年，人文學部（英語英文學科、社会學科、心理/教育學科）開設
- 1966年，人文學部、經濟學科開設
- 1967年，通信教育部心理、教育學科開設
- 1969年，日本大學生運動爆發，11月16日參與全學共鬥會議的14名學生被退學，後來又解雇了支持鬥爭的教師石谷行
- 1971年，大學院人文學研究科開設
- 1972年，大學院理工學研究科開設
- 1978年，兒玉三夫第2代校長、理事長就任
- 1982年，東京林肯中心開所
- 1983年，戰後教育史研究中心及情報科學研究中心開所
- 1984年，田老宇宙線觀測所及同鉱山史料館開所
- 1985年，物性研究中心開所
- 1992年，青梅校開設，此時形成4學部13學科2専修体制，同年情報學部（經營情報學科、電子情報學科）、日本文化學部（言語文化學科、生活藝術學科）開設
- 1994年，莎士比亞館開館
- 1996年，因前年的土地糾紛，創立者兒玉一族從學苑經營中撤出，學苑民主化，經營與教學分離
- 1998年，大學院情報學研究科開設
- 1999年，通信制大學院教育學専攻開設
- 2000年，日本文化學部生活藝術學科改名為造形藝術學科
- 2001年，人文學部經濟學科改組為經濟學部經濟學科開設，此時形成5學部13學科2専修体制
- 2003年，人文學部社会學科改名為人間社会學科，人文學部心理、教育學科開設保育士養成課程設置
- 2005年，學部學科改組，形成6學部14學科2専修体制
- 2006年，大學院經濟學研究科開設
- 2010年，學部學科改組，形成6學部11學科9課程体制
- 2012年，經濟學部經營學科改組為經營學部經營學科

## 学部・大学院構成

### 学部
- 理工学部
  - 理工学科
    - 物理学系
    - 生命科学・化学系
    - 机械工学系
    - 电气电子工学系
    - 环境科学系
- 人文学部
  - 国際交际学科
  - 人间社会学科
  - 日本文化学科
  - 福利实践学科
- 经济学部
  - 经济学科
- 情报学部
  - 情报学科
- 教育学部
  - 教育学科
    - 小学校教员路线
    - 教科专门路线（国语路线、社会路线、数学路线、理科路线、音乐路线、美术路线、保健体育路线、英语路线）
    - 特別支援教员路线
    - 孩子临床路线
- 经营学部
  - 经营学科
- 设计学部
  - 设计学科
- 心理学部
  - 心理学科
- 建筑学部
  - 建筑学科
- 资料科学学环

### 大学院
- 理工学研究科（博士前期课程・博士后期课程）
  - 物理学专业
  - 化学专业专攻
  - 机械工学专业
  - 电气工学专业
  - 建築・建設工学专业
  - 環境系统学专业
- 人文学研究科（博士前期课程・博士后期课程）
  - 社会学专业
    - 社会学路线
    - 社会福祉学路线

  - 国际交际专业
- 情报学研究科（博士前期课程・博士后期课程）
  - 情报学专业
- 教育学研究科（博士前期课程・博士后期课程）
  - 教育学专业
- 经济学研究科（修士课程）
  - 应用经济学专业
- 心理学研究科（博士前期课程・博士后期课程）
  - 心理学专业

### 通信教育部
- 通信教育部人文学部
  - 心理・教育学科
- 通信教育部教育学部
  - 教育学科
    - 小学校教员路线
    - 教科专门路线
    - 特別支援教员路线
    - 孩子临床路线
    - 教育学路线
- 通信制大学院人文学研究科
  - 博士前期课程
  - 博士后期课程
- 明星大学大学院教育学研究科教育学专业通信课程
  - 博士前期课程
  - 博士后期课程

### 附属机关
- 教育研究机关
  - 附属图书馆(約90万本所藏)
    - 明星大学图书馆
    - 明星大学资料图书馆

  - 明星教育中心
  - 情报科学研究中心
  - 连携研究中心
  - 心理相谈中心
- 学生支架机关
  - 学生支架中心
  - 教务事务中心
  - 教職事务中心
  - 学部支援中心
  - 国际教育中心
  - 地域交流中心
  - 普适的设计中心
  - 志愿者中心
  - 就职中心
  - 保健管理室
  - 学生相谈室
  - 医疗所

### 出版
- 明星大学出版部

## 外部連結
- 明星大学 （页面存档备份，存于）
  - 明星大学通信教育部 （页面存档备份，存于）